# Vejdovskya pellucida
Vejdovskya pellucida är en plattmaskart som först beskrevs av Schultze 1851. Enligt Catalogue of Life ingår Vejdovskya pellucida i släktet Vejdovskya och familjen Graffillidae, men enligt Dyntaxa är tillhörigheten istället släktet Vejdovskya och familjen Provorticidae. Arten är reproducerande i Sverige. Inga underarter finns listade i Catalogue of Life.